# Stigmata (album de Tarot)
Pour les articles homonymes, voir Stigmata.
Albums de Tarot
To Live Forever
(1993) For the glory of nothing
(1998)
Stigmata est le 4e album studio du groupe de métal finlandais Tarot, sorti en 1995.

## Composition du groupe
- Marco Hietala – chants & basse
- Zachary Hietala – guitare
- Janne Tolsa – claviers
- Pecu Cinnari – batterie

## Liste des titres

### Album
| No  | Titre                     | Auteur                                      | Durée |
| --- | ------------------------- | ------------------------------------------- | ----- |
| 1.  | Angels of Pain            | Marco Hietala                               | 3:53  |
| 2.  | E.T.I                     | Marco Hietala, Zachary Hietala, Janne Tolsa | 7:08  |
| 3.  | Shades in Glass           | Marco Hietala                               | 4:23  |
| 4.  | As One                    | Marco Hietala, Janne Tolsa                  | 5:15  |
| 5.  | State of Grace            | Marco Hietala, Janne Tolsa                  | 6:08  |
| 6.  | Race the Light            | Marco Hietala, Zachary Hietala              | 4:29  |
| 7.  | Expected to Heal          | Marco Hietala, Zachary Hietala              | 5:56  |
| 8.  | Sleepless                 | Marco Hietala                               | 3:34  |
| 9.  | The Teeth                 | Marco Hietala, Zachary Hietala, Janne Tolsa | 5:17  |
| 10. | Stigmata (I Feel for You) | Marco Hietala, Janne Tolsa                  | 8:22  |

### Album bonus (live)
| 1.    | Live Hard Die Hard                 | Marco Hietala, Zachary Hietala, Janne Tolsa      | 4:49 |
| 2.    | Iron Stars                         | Marco Hietala, Zachary Hietala, Janne Tolsa      | 6:35 |
| 3.    | No Return                          | Marco Hietala, Zachary Hietala                   | 4:03 |
| 4.    | Breathing Fire                     | Marco Hietala, Zachary Hietala                   | 2:47 |
| 5.    | Dancing on the Wire                | Marco Hietala, Zachary Hietala                   | 3:12 |
| 6.    | Wings of Darkness                  | Marco Hietala, Zachary Hietala                   | 4:27 |
| 7.    | Rose on the Grave                  | Marco Hietala, Zachary Hietala                   | 4:52 |
| 8.    | The Chosen                         | Marco Hietala, Zachary Hietala, Janne Tolsa      | 8:39 |
| 9.    | Kill the King (reprise de Rainbow) | Ronnie James Dio, Ritchie Blackmore, Cozy Powell | 4:11 |
| 10.   | Do You Wanna Live Forever          | Marco Hietala, Zachary Hietala                   | 5:28 |
| 48:02 |                                    |                                                  |      |